# بروكتر وغامبل
بروكتر وغامبل (بالإنجليزية: Procter and Gamble)‏، شركة أمريكية تعد أكبر شركة لصناعة المواد الاستهلاكية في العالم. لمدة طويلة، ركزت الشركة على صناعة الصابون أكثر من صناعة الشموع. في الوقت الحاضر، تصنع بروكتر وغامبل المنتوجات المتنوعة وتطور منتوجات جديدة باستمرار.
أصبح الزوجين شركاء في العمل يصنعون ويسوقون الشموع والصابون. وفي عام 1837 دخلت هذه الشراكة في شكل رسمي، وخرجت شركة بروكتر وجامبل إلى الوجود. ومنذ ذلك الحين لم تتوقف بروكتر وجامبل عن النمو وزيادة منتجاتها
اُسست الشركة في مدينة سينسيناتي في ولاية أوهايو في الولايات المتحدة
بدأت الشركة بصناعة الصابون وكان صنعه رخيصاَ وفي كميات كبيرة. كان لدى بروكتر وغامبل اتفاق مع الحكومة الأمريكية أثناء الحرب الأهلية لتزويدها بالصابون والشموع.

## المنتجات
من منتجات الشركة المعروفة:

### الطفل والأسرة
- بامبرز (للمواليد)
- اولويز (فوط صحية للنساء).
- كرست (معجون للأسنان).

### المنظفات
- تايد (مسحوق غسيل).
- أريال (مسحوق غسيل).
- بونكس (مسحوق غسيل).
- فيري (سائل جلي)
- بونتي

### شامبو
- بانتين
- هيربال إسنسز
- هيد آند شولدرز
- برت بلاس
- كريم أوليه

## منتجات أخرى
- فولجيرز (القهوة).
- جيلت (منتجات حلاقة)
- براون (أجهزة كهربية)
- أورال بي (فرش اسنان)
- شيرمن
- دوراسيل (بطاريات).

و بصورة عامة، يركز على أربع أنواع من المنتوجات: صحة الطفل والأسرة، البيت، الجمال ومواد كيماوية. لا تزال شركة بروكتر وغامبل توفّر وظائف لعدد كبير من الناس وتوزع منتوجاتها إلى دول كل أنحاء العالم.

## جيلت
في مارس 2003 سيطرت الشركة على شركة والا الألمانية، وفي يناير 2005 استحوذت الشركة على شركة جيلت في صفقة بلغت 57 مليار دولار أمريكي وعلى إثر ذلك انضمت بالتبعية الشركات التابعة لجيلت وهى براون (أجهزة كهربية)و أورال بي (فرش اسنان)و دوراسيل (بطاريات).